# The Last Rebel
Albums de Lynyrd Skynyrd
Lynyrd Skynyrd 1991
(1991) Endangered Species
(1994)
Singles
1. Good Lovin's Hard To Find
Sortie : 1993

The Last Rebel est le septième album studio du groupe de rock sudiste, Lynyrd Skynyrd. Il est sorti le 16 février 1993 sur le label Atlantic Records et fut produit par Barry Beckett.

## Historique
En juillet 1992 le groupe se retrouve dans les Emerald Sound Studios à Nashville pour enregistrer son nouvel album. La production est assurée par Barry Beckett, un ancien membre de la Muscle Shoals Rhythm Section et l'album sera achevé en décembre.
Il est le dernier album avec le batteur Kurt Custer et le guitariste Randall Hall, les deux musiciens quittant le groupe à la fin de la tournée de promotion de l'album. Il est également le dernier album que le groupe enregistra pour Atlantic Records.
Cet album se classa à la 64e place du Billboard 200 aux États-Unis. Les singles, "Good Lovin's Hard to Find" (#6) et "Born to Run" (airplay uniquement) (#37) se classèrent dans les charts des Mainstream Rock Tracks du Billboard américain.

## Liste des pistes
1. Good Lovin's Hard to Find (Ed King, Gary Rossington, Johnny Van Zant, Robert White Johnson) – 3:55
2. One Thing (Kurt Custer, King, Dale Krantz-Rossington, Rossington, J. Van Zant) – 5.13
3. Can't Take That Away (Michael Lunn, J. Van Zant, Robert White Johnson) – 4:19
4. Best Things in Life (Tom Keifer, Rossington, J. Van Zant) – 3:54
5. The Last Rebel (Lunn, Rossington, J. Van Zant, White Johnson) – 6:47
6. Outta Hell in My Dodge (Randall Hall, King, J. Van Zant, White Johnson) – 3:47
7. Kiss Your Freedom Goodbye (King, J. Van Zant) – 4:46
8. South of Heaven (Lunn, Rossington, J. Van Zant, White Johnson) – 5:15
9. Love Don't Always Come Easy (King, J. Van Zant) – 4:34
10. Born to Run (King, Rossington, Donnie Van Zant, J. Van Zant) – 7:25

## Personnel
Lynyrd Skynyrd
- Gary Rossington : guitare rythmique, slide & lead
- Ed King : guitare rythmique, lead, slide & acoustique, basse 6 cordes
- Johnny Van Zant : chant
- Leon Wilkeson : basse 4 & 5 cordes
- Billy Powell : piano, orgue Hammond B-3, synthétiseur
- Randall Hall : guitare rythmique & lead
- Kurt Custer : batterie, percussions
- Dale Krantz Rossington

Musiciens additionnels
- Jim Horn, Charlie Rose, Michael Haynes, Dennis Solee: cuivres
- Kim Morisson, Jimmy Hall & Michael Lunn: chœurs

## Charts
Album
| Pays       | Durée du classement | Meilleur classement |
| ---------- | ------------------- | ------------------- |
| Allemagne  | 7 semaines          | 80e                 |
| États-Unis | 7 semaines          | 64e                 |
| Suède      | 1 semaine           | 33e                 |
| Suisse     | 7 semaines          | 18e                 |

Charts singles
| Année | Single                      | Chart                  | Durée du classement | Position |
| ----- | --------------------------- | ---------------------- | ------------------- | -------- |
| 1993  | "Good Lovin's Hard to Find" | Mainstream Rock Tracks | 9 semaines          | 6e       |
| 1993  | "Born to Run"               | Mainstream Rock Tracks | 2 semaines          | 37e      |